# Indian Village (Oregon)
Indian Village az Amerikai Egyesült Államok északnyugati részén, Oregon állam Harney megyéjében elhelyezkedő önkormányzat nélküli település.